# Adaia Teruel
Adaia Teruel (Barcelona, 15 de enero de 1978) es una periodista española, licenciada en la Universidad Ramon Llull de Barcelona.

## Biografía
Comenzó su carrera profesional en TV3 como redactora de informativos. En verano de ese mismo año estuvo trabajando en el programa El matí de Catalunya Radio con Gaspar Hernández. De allí, pasó a formar parte del equipo de reporteros de City TV hasta el año 2003. Más tarde se incorpora como ENG en los informativos de Barcelona TV. En el año 2005 es fichada para el programa de reportajes de TV3 Entre Linies que dirige Ramon Pellicer. Dos años más tarde, en el 2007, dirige su primer corto documental titulado "lo Fill" que se emite en Canal 33. En el 2008 dirige y produce el corto documental "Jun Ducat, ¿Héreo o terrorista?" premiado en diferentes festivales nacionales e internacionales. Después de su debut como directora de documentales empieza su carrera como realizadora freelance en distintos proyectos audiovisuales producidos por Parallel 40. En abril de 2010 es contratada por LAVINIA y se desplaza a China para cubrir la Exposición Universal de Shanghái, donde trabaja como reportera hasta octubre de ese mismo año. Su último proyecto es la creación de una serie documental de 13 capítulos, titulada Cada Casa és un Món, producida por La Quimera y que se emite en la XTVL en 2010.

## Ámbito televisivo
- Informativos, Televisió de Catalunya, 2000
- Informativos, City TV, 2001-2003
- Informativos, Barcelona TV, 2003-2005
- Entre Línies, Televisió de Catalunya, 2005-2007
- Exposición Universal de Shanghái, LAVINIA, 2010

## Trabajos Freelance
- Lo Fill, dirección, 2007
- Jun Ducat, ¿Héreo o terrorista?, dirección y producción, 2008
- El temps de la paraula, dirección, 2008
- El puerto de Barcelona, dirección, 2008
- Per un barri digne, dirección, 2009
- Cada Casa és un món, idea original y dirección, 2010

## Premios
- Premio mejor corto, Enkarcine, 2008
- Premio del público, Docu100, 2008
- Premio de la prensa, Fescigu, 2008
- Mención especial Docs'DF, 2008
- Premio al mejor documental, Visual, 2009
- Premio al mejor reportaje de investigación, Ecovision 2009